# Parti national-démocrate géorgien

Le Parti national-démocrate géorgien (en géorgien : საქართველოს ეროვნულ-დემოკრატიული პარტია) est formellement fondé en 1917. Il donne la priorité à la question nationale et préconise la restauration d'un État souverain géorgien placé sous la protection de la Russie, conformément au traité de 1783, l'établissement d'un État démocratique, la garantie de droits constitutionnels aux citoyens et la garantie de la propriété privée.

## Histoire

### Naissance dans l'Empire russe
Dès 1904 des nationaux-démocrates s'engagent dans le Parti social-fédéraliste géorgien et en constitue l'aile droite, se référant à Ilia Tchavtchavadzé. Ils s'expriment dans plusieurs journaux, Eri (Nation) en 1909, Kolchida (Colchide) , Imereti (Iméréthie) et Samchoblo (Patrie) en 1911, Tavisupeli Sakartvelo (Géorgie libre)  en 1913, Sakartvelo (Géorgie) en 1915 et s'éloignent d'une structure politique qui reste socialiste. Le Parti national-démocrate géorgien est formellement cofondé en congrès (4 juin au 20 juin 1917) par Koté Abkhazi, Ioseb Dadiani, Jason Djavakhichvili, Parten Gotoua, Guiorgui Gvazava, Spiridon Kedia, Nikoloz Nikoladzé, Ekvtimé Takhaïchvili et  Vasil Tsérétéli en particulier: Spiridon Kedia est élu président. Il est composé de plusieurs tendances et subit plusieurs scissions, vers le Parti des paysans (octobre 1917) ou vers le Parti démocrate national indépendant (septembre 1918).
- Koté Abkhazi
(1896-1923)
- Guiorgui Gvazava
(1869-1941)
- Spiridon Kedia
(1884-1948)
- Nikoloz Nikoladzé
 (1843-1928)
- Ekvtimé Takhaïchvili
(1863-1953)

### Participations parlementaires et gouvernementales en Géorgie

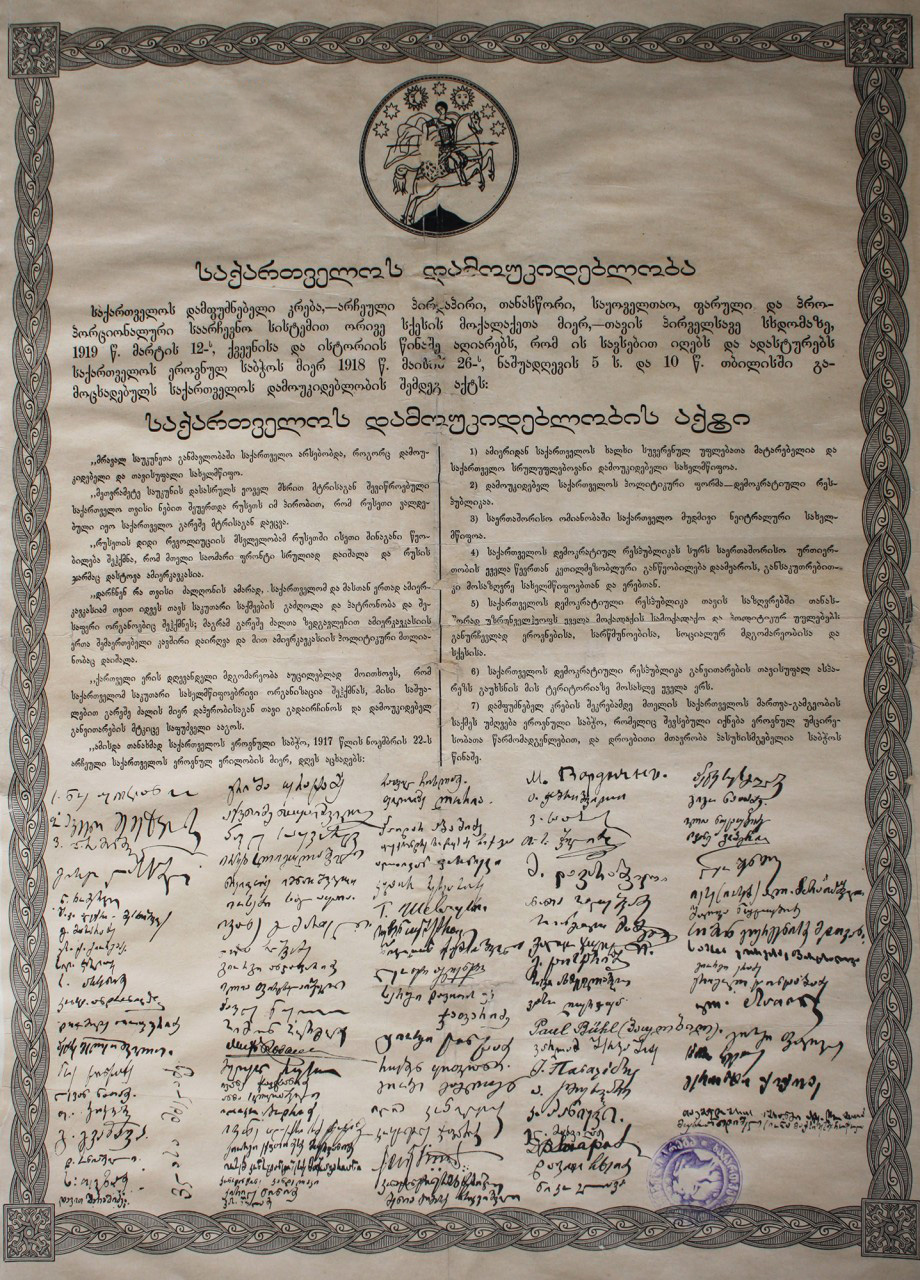
Acte de retour à l'indépendance signé le 26 mai 1918 par des membres du Parti national-démocrate

Il est représenté au Conseil national géorgien qui se constitue à Tiflis le 23 novembre 1917 en réaction au coup d'Etat de Lénine à Petrograd. Il n’est pas représenté à l'Assemblée constituante russe, élue le 25 novembre 1917 à la demande du Gouvernement provisoire russe et dissoute par Lénine le 18 janvier 1918. Le Parti national-démocrate géorgien observe une position prudente vis-à-vis de l'Assemblée parlementaire transcaucasienne réunie le 10 février 1918 et de son comité exécutif qui tente de gérer la situation sur les territoires arménien, azerbaïdjanais et géorgiens. Devant la divergence des intérêts nationaux arménien et azerbaïdjanais, et la difficulté d'une administration fédérale dans ce contexte, il pousse au retour à l'indépendance de la Géorgie.
Ses représentants signent l'acte de retour à l'indépendance — perdue en 1801 au profit de l'Empire russe — et d'instauration d'une République démocratique de Géorgie le 26 mai 2018. Ils siègent au Conseil national géorgien qui s'autoproclame assemblée parlementaire provisoire et participent successivement au 1er gouvernement (présidé par Noé Ramichvili) et au 2e gouvernement (présidé par Noé Jordania) par la présence d'un ministre, Guiorgui Jourouli, au poste des Finances, du commerce et de l'industrie.  Le 14 février 1919, les élections de l'Assemblée constituante géorgienne donnent au Parti national-démocrate 6% des voix, et il se retire du 3e gouvernement géorgien (présidé par Noé Jordania). L'un de ses membres, Zourab Avalichvili, diplomate de carrière sous l'Empire russe, participe à la délégation géorgienne à la Conférence de paix de Paris en 1919 et laisse des notes relatives aux négociations.
Un grand nombre de ses membres prend le chemin de l’exil en mars 1921, après l’invasion du territoire géorgien par l’Armée rouge.
- Chalva Amiredjibi
(1887-1943)
- Zourab Avalichvili
(1876-1944)
- Ivané Lordkipanidzé
(1890-1937)
- David Vachnadzé
(1884-1962)

### Exil
L'exil politique de ses chefs de file s'effectue dans un premier temps en Turquie, puis en Pologne (notamment pour les cadres militaires), en Allemagne (où une tradition germanophile géorgienne s'est établie à la fin du XIXe siècle) et en France (où des membres du Parlement et du gouvernement géorgien ont choisi de s'implanter).

## Héritage
Les membres du Parti national-démocrate se fractionnent en plusieurs tendances en France ; dans un premier temps  les unes préconisent une alliance avec la Pologne (Mouvement Prométhée afin de contenir l'espace soviétique et d'y infiltrer des agents), les autres une alliance avec l'Allemagne ou le Japon (Mouvement Caucase, s'employant également à contrer les Soviétiques, en liaison avec les Géorgiens de Berlin); dans un deuxième temps les unes encouragent à combattre avec les Alliés (Grande-Bretagne, France et États-Unis, avec de Lattre, Leclerc ou dans la Résistance), les autres à combattre aux côtés de l'armée allemande, dans la Légion de l'Est, afin de libérer de l'occupation soviétique. En 1944, l'arrivée des soldats géorgiens de l'Armée rouge, prisonniers de l'armée allemande, déplacés sur le territoire français et réussissant à échapper au retour obligatoire en URSS, redonne des couleurs aux valeurs nationales géorgiennes : elle cristallise l'opposition de l'émigration géorgienne au régime soviétique et s'exprime avec vigueur durant les années de Guerre froide. 
À partir de 1980, de nouveaux partis apparaissent en Géorgie : ils présentent une proximité lointaine avec le Parti national-démocrate historique.

## Membres notables du Parti national-démocrate géorgien

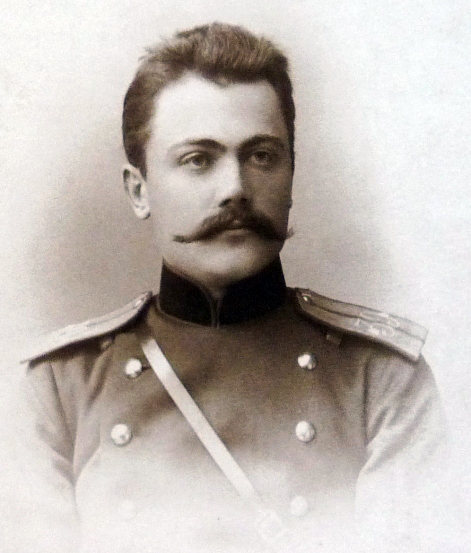
Koté Abkhazi (1867-1923)

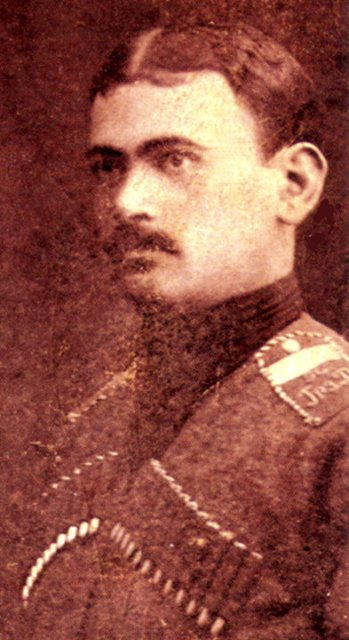
Chalva Amiredjibi (1887-1943)
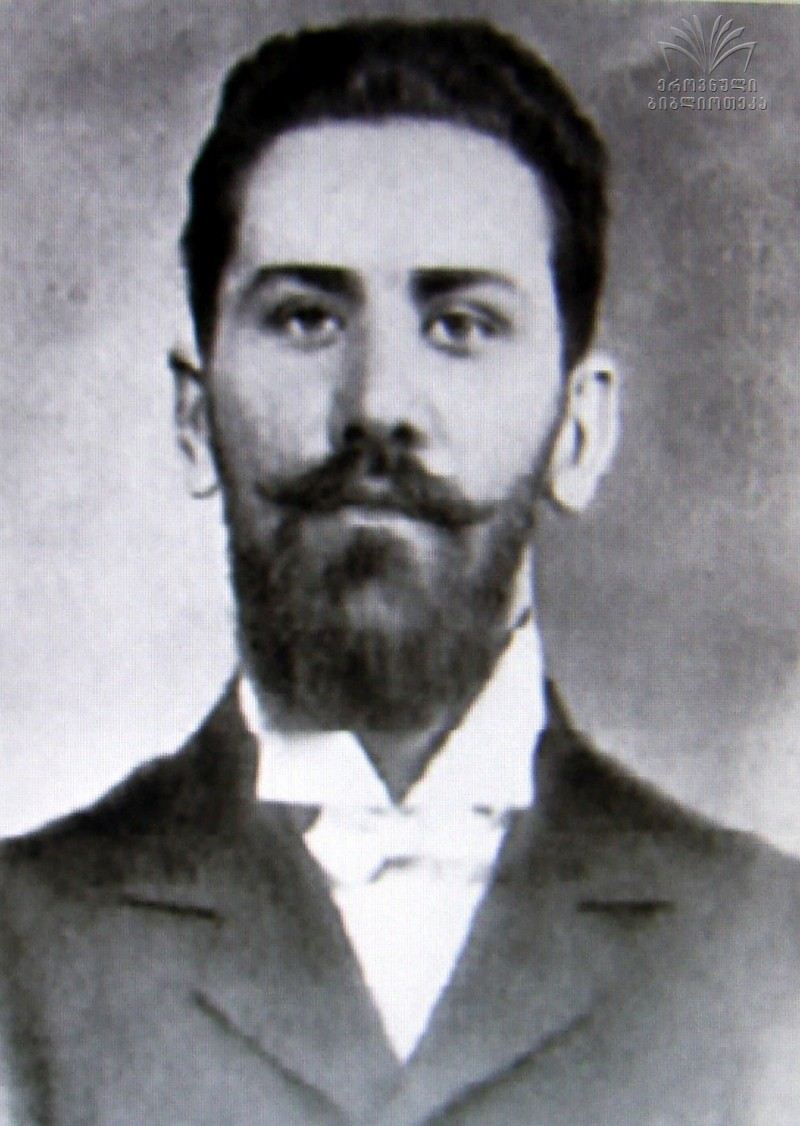
Zourab Avalichvili (1874-1944)
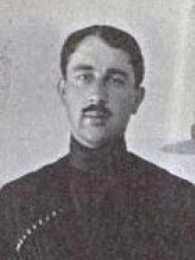
Ivané Lordkipanidzé (1890-1937)
David Vachnadzé (1884-1962)

- Ioseb Dadiani (1863-1937)
- Jason Djavakhichvili (1887-1937)
- Revaz Gabachvili (1882-1969)
- Lévan Gotoua (1905-1973)
- Parten Gotoua (1873-1936)
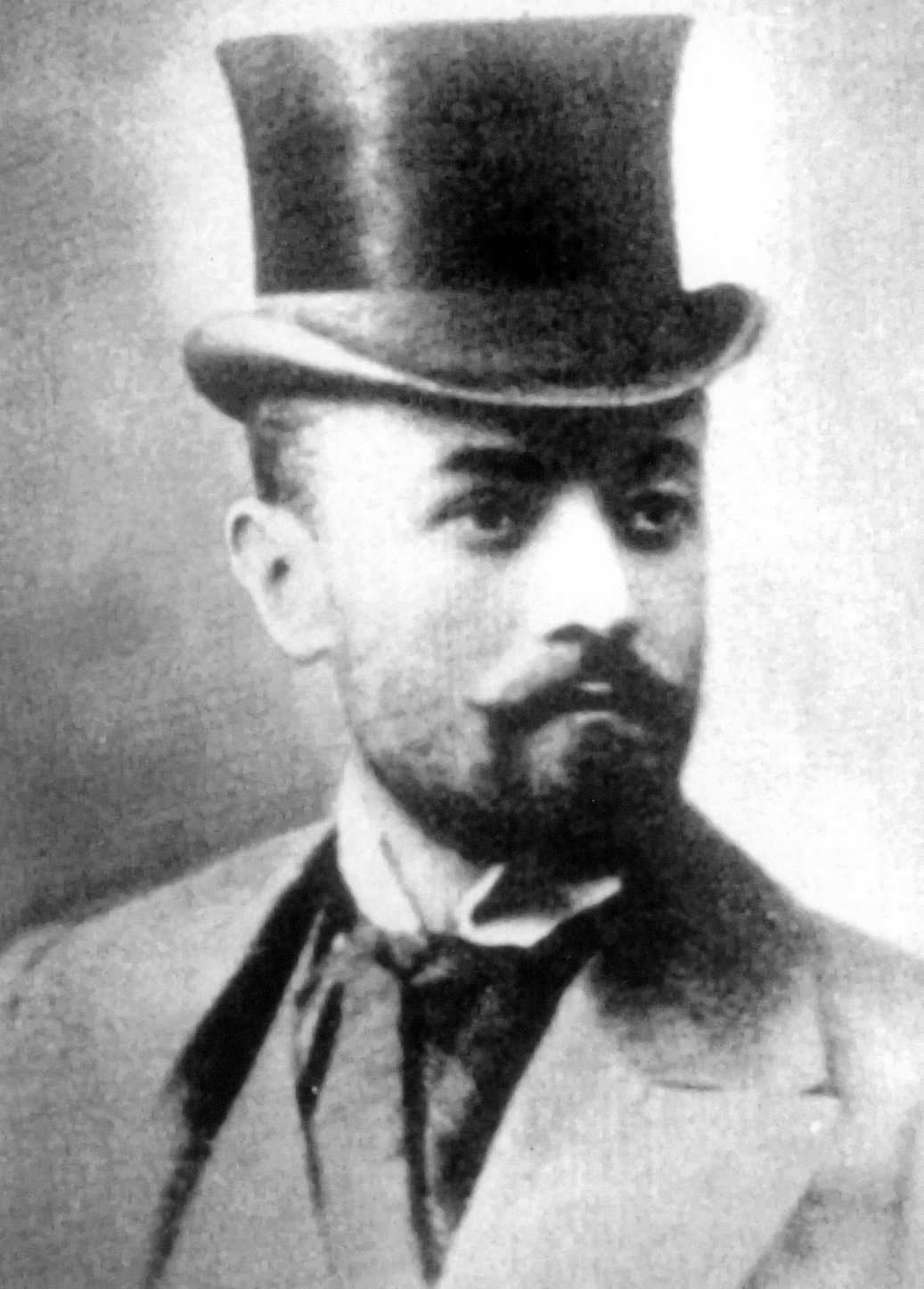
Guiorgui Gvazava (1869-1941)
- Guiorgui Jourouli (1865-1951)
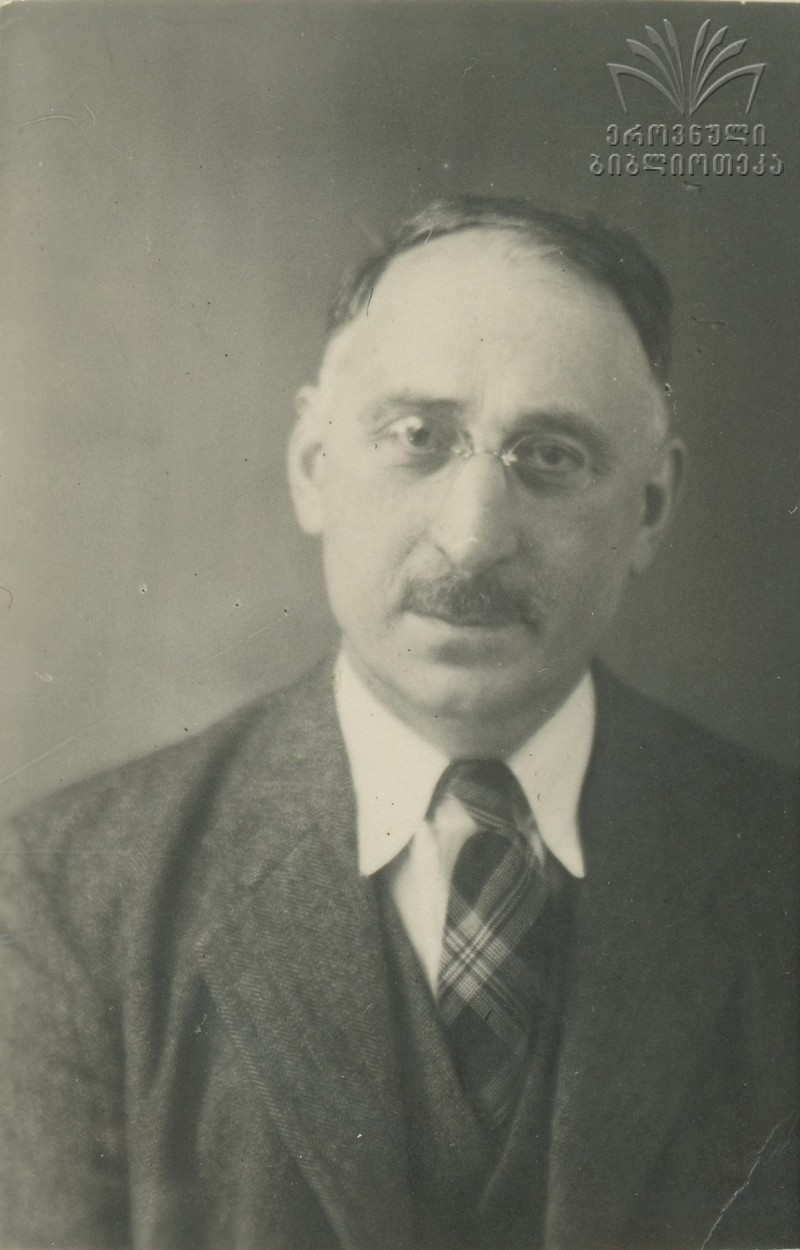
Spiridon Kedia (1884-1948)
- Ivané Lordkipanidzé (1890-1937)
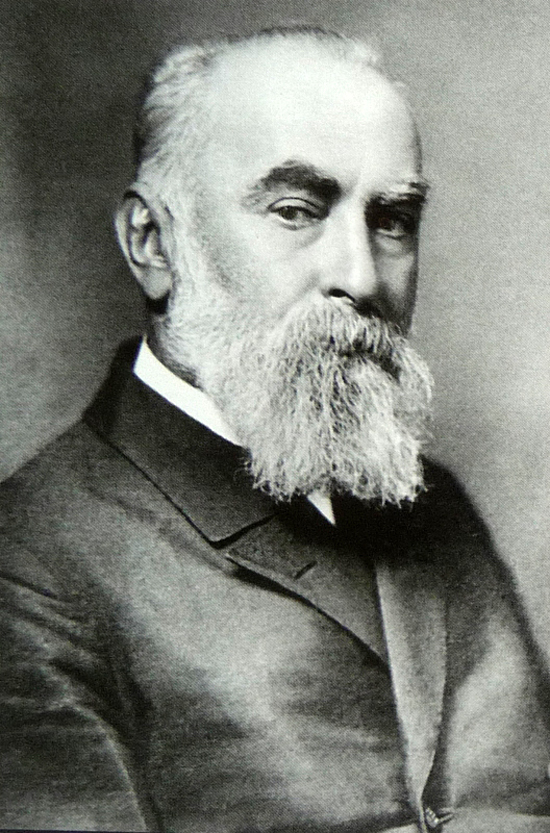
Nikoloz Nikoladzé (1843-1928)
- Elissé Pataridzé (1896-1975), en exil
- Pétré Sourgouladzé (1873-1931)
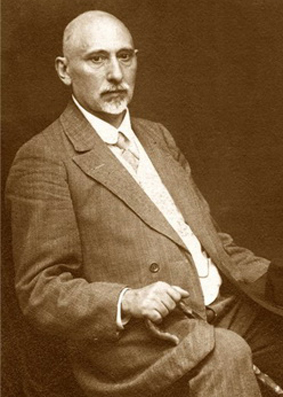
Ekvtimé Takhaïchvili (1863-1953)
- Vasil Tsérétéli (1862-1937)
- David Vachnadzé (1884-1962)
- Ivané Zourabichvili (1872- 1940)
- Lévan Zourabichvili (1906-1975), en exil.